# Relaciones Bangladés-Chile
Las relaciones entre Bangladesh y Chile se refieren a las relaciones diplomáticas entre la República Popular de Bangladés y la República de Chile. Ambos países son miembros del Grupo de los 77 y Movimiento de los Países No Alineados.

## Visitas de alto nivel
En 2011, el exsecretario de Relaciones Exteriores de Bangladés, Mohamed Mijarul Quayes, realizó una visita oficial a Chile.

## Relaciones económicas
Bangladés y Chile siempre han expresado su interés en expandir el comercio bilateral entre los dos países. Debido a su ubicación estratégica, Chile ha sido identificado como un mercado importante para la expansión de los productos de Bangladés en América Latina. Muchas empresas bangladesíes han entrado en el mercado chileno, siendo Beximco Pharmaceuticals la más destacada, que después de entrar en el mercado chileno, se convirtió en la primera compañía farmacéutica de Bangladés en 2008 en obtener el registro de productos en cualquier país latinoamericano.
De acuerdo con un informe publicado por la Dirección General de Relaciones Económicas Internacionales del Ministerio de Relaciones Exteriores de Chile en 2012, Bangladés fue uno de los principales destinos asiáticos para la inversión chilena.
En 2013, Chile otorgó acceso libre de aranceles y contingentes a los productos de Bangladés para fortalecer el comercio bilateral entre los dos países. En 2022, el intercambio comercial entre ambos países ascendió a los 273 millones de dólares estadounidenses, lo que supuso un 19% de crecimiento promedio anual en los últimos cinco años. Los principales productos exportados por Chile fueron desechos siderúrgicos, preparaciones lácteas y aceite de pescado, mientras que Bangladés exportó mayoritariamente prendas de vestir.

## Misiones diplomáticas
- Bangladés: la misión permanente de Bangladés ante Naciones Unidas en Nueva York concurre con representación diplomática a Chile.[7]
- Chile: la embajada de Chile en India concurre con representación diplomática a Bangladés.[8]